# Aeroportul Tamchy
Aeroportul Tamchy (IATA: IKU, ICAO: UAFL) este un aeroport din Tamchy⁠(d), Issyk-Kul District⁠(d), Regiunea Issâk-Kul, Kârgâzstan ce deservește zona Tamchy⁠(d). A fost numit după zona deservită.
Situat la o altitudine de 1.653 m, aeroportul dispune de 1 pistă.

## Infrastructură

### Piste
Aeroportul dispune de o singură pistă. Pista are orientarea 07/25. 